# Trigonisca martinezi
Trigonisca martinezi là một loài Hymenoptera trong họ Apidae. Loài này được Brèthes mô tả khoa học năm 1920.